# Vogelhoeksmolen
De Vogelhoeksmolen uit Hemelum in Friesland is een kleine poldermolen. De molen is in 1984 verplaatst naar het Zuiderzeemuseum te Enkhuizen.
Tot 1947 bemaalde de molen de Vogelhoek. De molen heeft een houten achtkant op stenen veldmuren. Het is tevens een zogenaamde grondzeiler en bovenkruier. Het oudhollandse gevlucht is 11,60 m hoog. De houten bovenas is in 2000 vervangen door een nieuwe van gietijzer. De molen wordt gevangen (stilgezet) met een Vlaamse vang.
De kap heeft een neuten kruiwerk en wordt gekruid met behulp van een kruiwiel. De vijzel waarmee het water opgevoerd wordt is van hout.

## Afbeeldingen

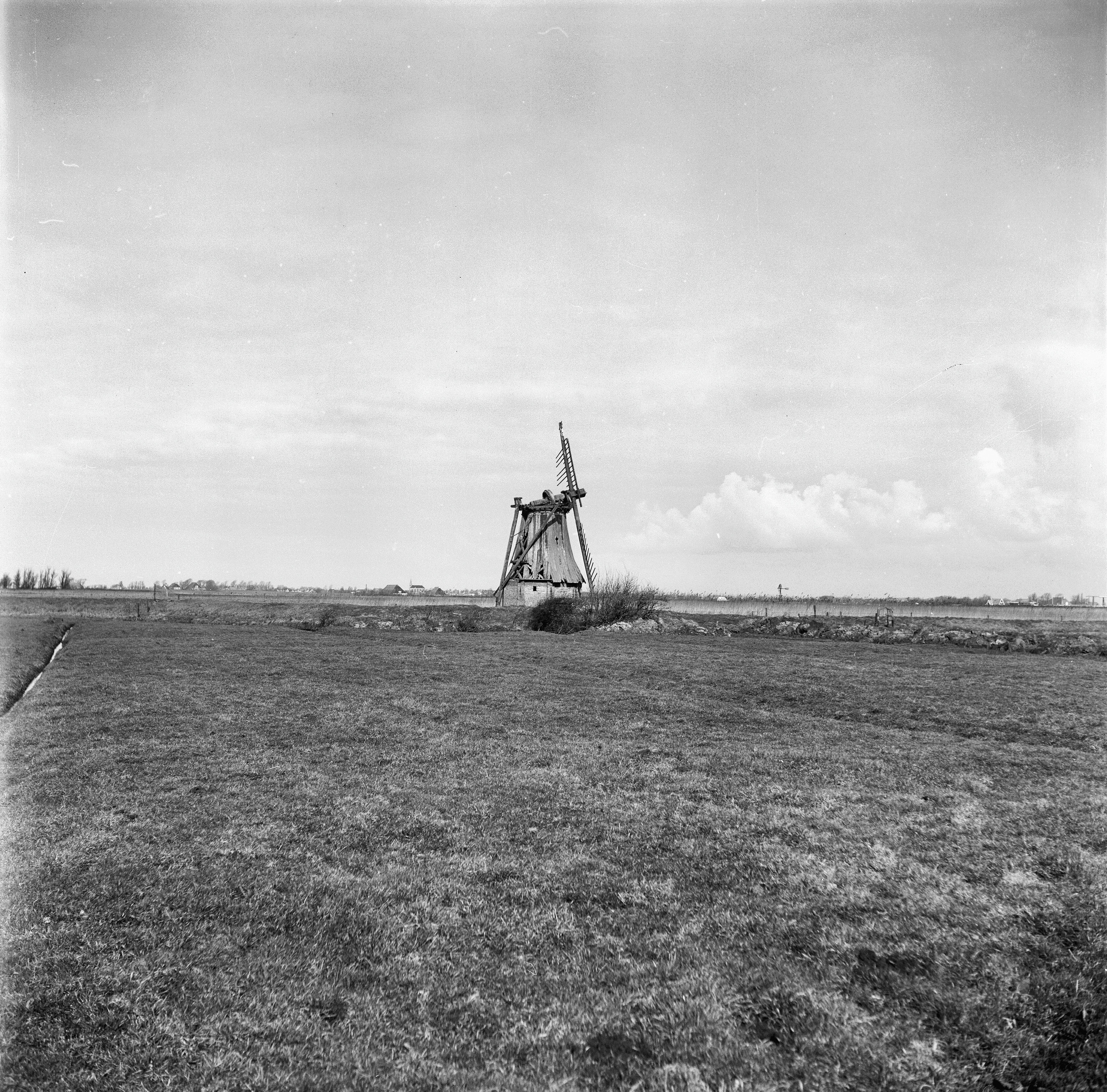
De molen in 1968 op zijn oorspronkelijke plek in Hemelum
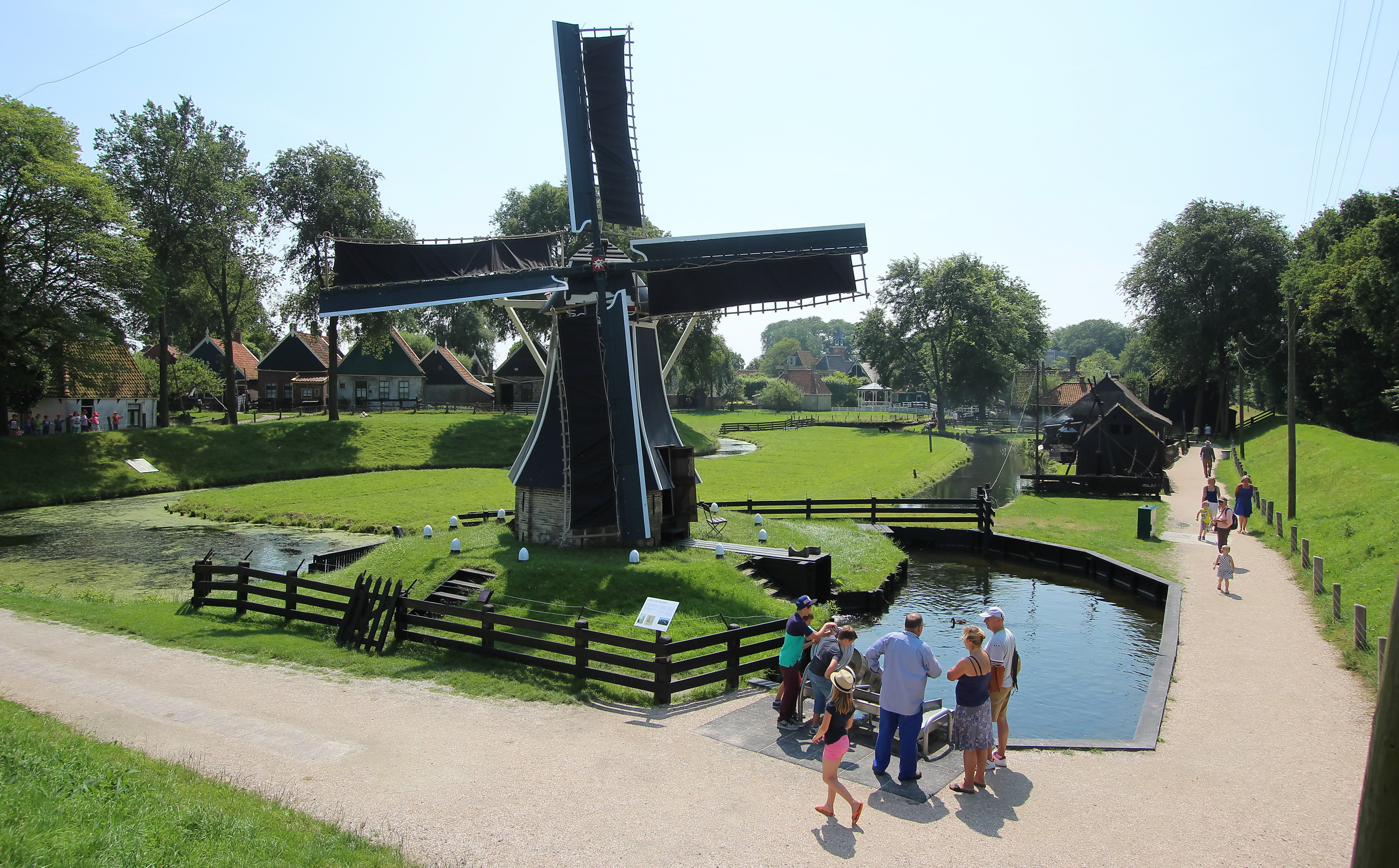